# Aldo Mieli
Aldo Mieli (Livorno, 4 dicembre 1879 – Florida, 16 febbraio 1950) è stato uno storico della scienza e attivista italiano.
La sua figura di intellettuale fu importante in due diversi contesti: il primo è la storia della scienza, il secondo il movimento di liberazione omosessuale, del quale fu un pioniere.

## Biografia

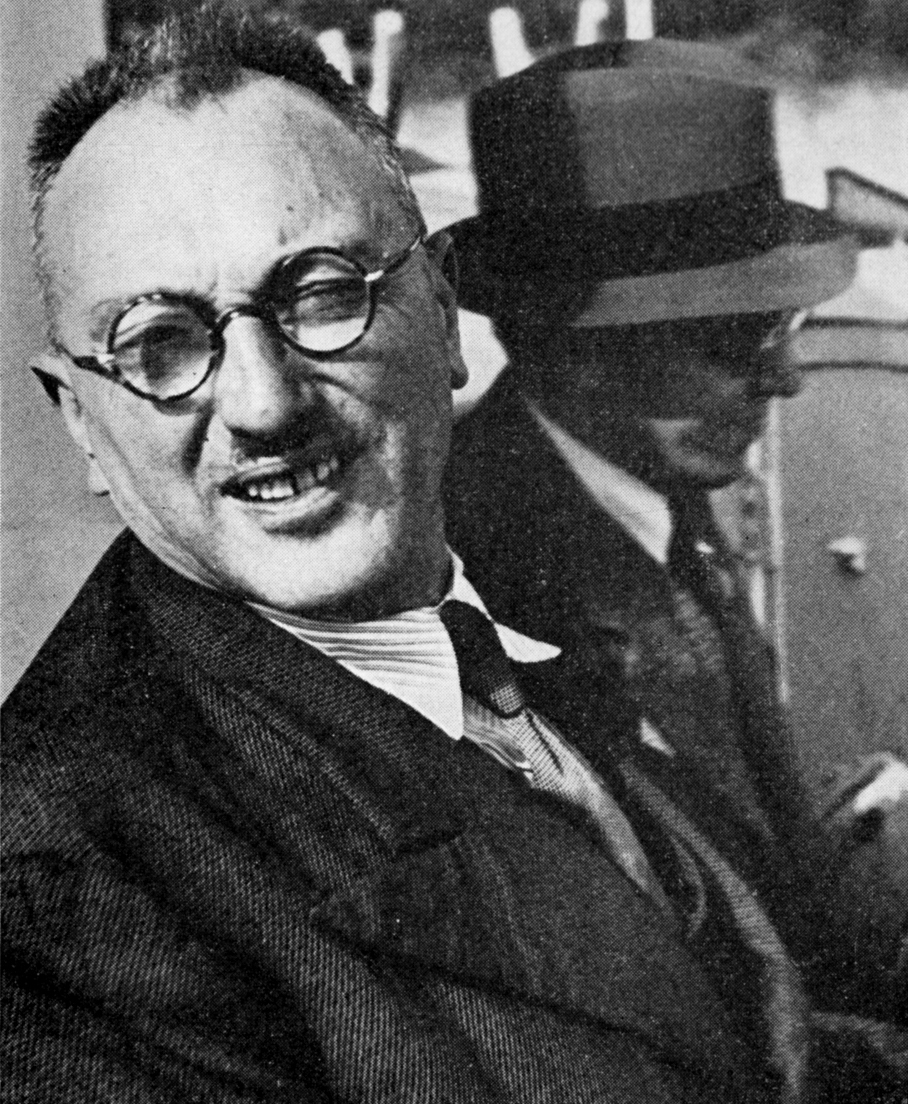
Aldo Mieli nel 1938

### Origini ed esperienza politica
Nato da Mosè e Marietta Belimbau, proveniva da una famiglia ebraica benestante, proprietaria di vasti possedimenti attorno a Chianciano (fattoria La Foce).
Fu proprio a Chianciano che Mieli iniziò la sua attività politica, nel 1901, come animatore di un circolo socialista. Nello stesso anno divenne consigliere comunale per il PSI e membro del comitato esecutivo del collegio di Montepulciano. Collaborò al periodico La Martinella e promosse numerose iniziative rivolte in particolare ai mezzadri (organizzò anche uno sciopero nel 1902), pur appartenendo alla classe dei possidenti.
Con le elezioni amministrative del giugno 1902, il PSI toscano entrò in grave crisi. Il partito fu sciolto alla fine dell'anno e ricostituito subito dopo senza Mieli, espulso perché accusato di «pederastia passiva». Dimessosi da consigliere comunale nel gennaio 1903, fu sempre meno impegnato e dopo la Grande Guerra lasciò definitivamente la politica. Questi suoi trascorsi desteranno più tardi i sospetti del fascismo.

### Studi scientifici
Stabilitosi a Pisa, cominciò a studiare scienze matematiche e fisiche presso la locale università ma, deluso dagli studi con Ulisse Dini, passò alla chimica e si laureò nel 1904. Fu poi a Lipsia, dove si perfezionò con Wilhelm Ostwald.
In seguito, sotto la protezione di Stanislao Cannizzaro, fu assistente di Emanuele Paternò presso l'Università di Roma. Dal 1908 fu libero docente nello stesso ateneo.
Malgrado la sua attività di storico della scienza sia stata di profonda rilevanza, specie se riferita al mondo islamico, Mieli è noto soprattutto per le sue ricerche nel campo della sessualità.
Negli stessi anni partecipa, e talvolta dà vita, finanziandole, a diverse riviste scientifiche. Nel 1916 pubblica la prefazione, contenente aforismi e riflessioni sull'amore, de Il libro dell'amore, opera mai interamente pubblicata. Nel 1921 fonda la rivista "Rassegna" e, parallelamente, la "Società italiana per lo studio delle questioni sessuali". Nel 1928 si trasferisce in Francia per concentrarsi nei suoi studi scientifici. Da questo momento in poi sembra abbandonare gradualmente il campo della liberazione sessuale mentre inizia una collaborazione col Centre de Synthèse di Parigi, al quale dona la sua biblioteca in cambio di un vitalizio. Muore nel 1950 dopo l'ultimo trasferimento, una fuga, dovuta all'avvento del nazismo negli anni trenta, a Florida in Argentina, dove stava lavorando alla sua enciclopedia internazionale delle scienze, pubblicata postuma.
Insieme a Desiderius Papp e José Babini realizzò la serie in 12 volumi Panorama general de la historia de ciencia, pubblicata postuma nel 1952.

### Militanza nel campo della liberazione sessuale
L'attivismo di Aldo Mieli nel campo della liberazione sessuale è intrinsecamente legato alla "Rassegna di studi sessuali" che fonda nel 1921 e dirige fino al 1928.
"Rassegna", che dava ampio spazio alle questioni legate all'omosessualità, come dimostra la pubblicazione già nel 1921 di un lungo articolo di Magnus Hirschfeld, uno dei più noto attivisti omosessuali dell'epoca, toccava spesso temi difficili e di grande attualità quali il divorzio, l'aborto, l'insegnamento dell'educazione sessuale nelle scuole e la chiusura delle "case chiuse".
A testimoniare il contatto, l'unico documentato di un italiano, fra Mieli ed il movimento internazionale nel campo della liberazione sessuale rappresentato dal WHK (Comitato scientifico umanitario) voluto proprio da Hirschfeld, è la sua partecipazione nel 1921 al Congresso internazionale per la riforma sessuale.

## Opere
(elenco parziale)

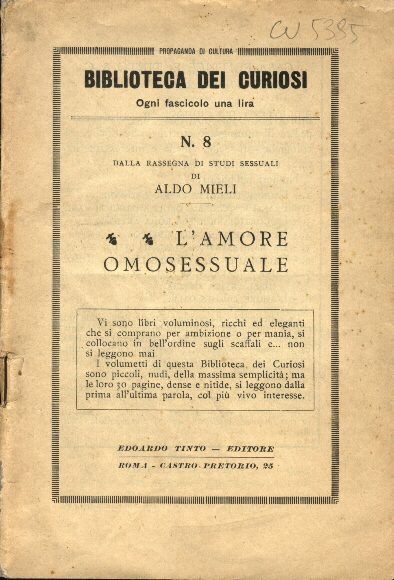
Copertina de L'amore omosessuale di Aldo Mieli

- Le basi sperimentali della scienza e le ipotesi meccanistiche, estratto, s.i.t., 1907.
- Chimica cinetica: l'andamento delle reazioni chimiche col tempo, Unione tip. ed. naz., Torino 1907 (estratto).
- Le teorie delle sostanze nei presokratici greci. 1: Dalle prime speculazioni fino ad Empedokle, Zanichelli, Bologna 1913.
- Le teorie delle sostanze nei presokratici greci. 2: Anaxagora e gli atomisti, Zanichelli, Bologna 1913.
- Vannoccio Biringuccio, De la pirotechnia, a cura di Aldo Mieli, Bari, Società tipografica editrice barese, 1914  [1540].
- Il libro dell'amore. Prefazione, s.e., Firenze 1916.
- La scienza greca: I prearistotelici. I (la scuola ionica. La scuola pythagorica. La scuola eleata, Herakeitos), Libreria della Voce, Firenze, 1915.
- Lavoisier, A. F. Formiggini, Genova 1916 e Roma 1926.
- Lavori e scritti di Aldo Mieli (1906-1916), Libreria della Voce, Firenze 1917.
- La storia della scienza in Italia: Prolusione ad un corso di storia della scienza, Casa Edit. Tip. Leonardo da Vinci, Roma 1926.
- Storia generale del pensiero scientifico dalle origini a tutto il secolo 18, Libreria della Voce, Firenze s.d.
- Leonardo da Vinci: (1452-1519), s.e., s.l. 1919?.
- Gli scienziati italiani dall'inizio del Medio evo ai nostri giorni: repertorio biobibliografico dei filosofi, matematici, astronomi, fisici, chimici, naturalisti, biologi, medici, geografi italiani, diretto da Aldo Mieli e compiuto con la collaborazione di numerosi scienziati, storici e bibliografi, A. Nardecchia, Roma 1919 e Casa editrice Leonardo da Vinci, Roma 1923.
- Aldo Mieli, Sociabilità, famiglia e sessualità in un libro recente, in "Rassegna di studi sessuali", anno I, n. 1, gennaio-febbraio 1921, pp. 29-42.
- Aldo Mieli, Patologia sessuale, in: "Rassegna di studi sessuali", I 1921, pp. 81-94.
- Erotes: (Gli amori): Lucio o l'asino (traduzione di Luigi Settembrini, prefazione e note di A. Mieli, Casa Edit. Tip. Leonardo da Vinci, Roma 1925.
- L'amore omosessuale, Tinto, Roma s.d. (ca. 1925).
- Manuale di storia della scienza nell'antichità, Leonardo da Vinci, Roma, 1925.
- Per la lotta contro la delinquenza collegata a manifestazioni sessuali, in: "Rassegna di studi sessuali", VI 1926, pp. 256-261.
- Un viaggio in Germania, in: "Archivio di storia della scienza", VII 1926, pp. 342-381. Anche in estratto: Un viaggio in Germania: impressioni ed appunti di uno storico della scienza, Leonardo da Vinci, Roma 1926.
- Alessandro Volta, Formiggini, Roma 1927.
- Roberto Assagioli, Nicola Pende, Tre lezioni di sessuologia, Tinto, Roma 1931.
- La science arabe et son role dans l'evolution scientifique mondiale, par Aldo Mieli. Avec quelques additions de Henri-Paul-Joseph Renaud, Max Meyerhof, Julius Ruska, E. J. Brill, Leiden 1938 e 1966.
- Pierre Brunet et Aldo Mieli, Histoire des sciences: antiquité, Payot, Paris 1935.
- Un viaggio in Romania, s.e., Roma 1936] (estratto).
- Digressions autobiographiques, sous forme de préface à un panorama général d'Histoire des sciences, in: "Archives internationales d'histoire des sciences", XXVII 1948, pp. 494-505.
- Panorama general de historia de la ciencia - 1: El mundo antiguo: Griegos y Romanos, Espasa Calpe Argentina, Buenos Aires 1952.
- Panorama general de historia de la ciencia - 2: La epoca medieval, mundo islamico y occidente cristiano, Espasa-Calpe Argentina, Buenos Aires 1952.
- Panorama general de historia de la ciencia - 3: La eclosion del Renacimiento, Espasa Calpe Argentina, Buenos Aires 1967.
- Panorama general de historia de la ciencia - 4: Lionardo da Vinci: sabio, Espasa Calpe, Madrid 1950.
- Panorama general de historia de la ciencia - 5: La ciencia del Renacimiento: matematica y ciencias naturales, Espasa-Calpe Argentina, Buenos Aires 1952.